# Tool
Tool je ameriška glasbena skupina, ustanovljena leta 1990 v Los Angelesu, ki ustvarja progresivno rock/metal glasbo. 

## Diskografija
- Undertow (1993)
- Ænima (1996)
- Lateralus (2001)
- 10,000 Days (2006)
- Fear Inoculum (2019)